# Streptocarpus bolusii
Streptocarpus bolusii är en tvåhjärtbladig växtart som beskrevs av Charles Baron Clarke. Streptocarpus bolusii ingår i släktet Streptocarpus och familjen Gesneriaceae. Inga underarter finns listade i Catalogue of Life.